# Баратаевка (Ульяновская область)
Баратаевка — село в составе городского округа Ульяновск, в Засвияжском районе Ульяновска, на берегу реки Сельдь.

## История
В начале XVIII столетия местность между Конно-Подгородной и Арской слободами, где ныне стоит село Баратаевка, принадлежала богатейшему симбирскому помещику, основателю Покровского мужского монастыря, подьячему Петру Ивановичу Муромцеву. После смерти Муромцева в 1728 году эту землю по завещанию получил Покровский монастырь, но в 1764 году, с упразднением монастыря, она перешла в казну и была отдана пахотным солдатам Конной-Подгородной слободы.
В 1782 году симбирский наместник князь Пётр Мельхиседекович (Михайлович) Баратаев, решивший обосноваться в Симбирском крае, покупает участок земли 600 десятин по полюбовной сказке у Конно-Подгородной слободы (ныне Засвияжский район). На этом участке поселяет своих крестьян, так появляется в Симбирском уезде новая деревня, которая была названа в честь основателя — Баратаевка и ставшая родовым имением князей Баратаевых. Здесь выросло несколько поколений этого рода и каждый из них оставил большой вклад как в родной Баратаевке, так и в Симбирске. Особо известным село стало во времена действия масонской ложи «Ключ к добродетели». Тогда в усадьбе Баратаева действовал грот, в котором происходили мистические приемы в масонскую ложу.
Грот этот находился в саду усадьбы. Вот как описывает его В. Н. Поливанов: «Положение этой подземной залы среди густой поросли сада, в уединенном месте, как нельзя более отвечало её мистическому значению. Грот представлял собой круглое помещение со сводом высотой около 5 аршин, которое имело в диаметре не более 3 сажен. Свет проникал туда через 3 круглых окна. Наружный выход грота, по-видимому, имел лепные украшения символического характера… Собрания ложи как обыкновенные, так и экстренные происходили в гроте… где поставлен был гроб и разложены на столе: Евангелие, меч, череп, представляющий голову Адама, и разные символические знаки».
Во время генерального межевания (в 1798 году) Баратаевкой владела княгиня Екатерина Саввична Баратаева, у которой было 133 крестьянских душ.
В 1859 году деревня входила во 2-й стан Симбирского уезда, в 52 дворах жило 555 человек.
В 1861 году cельцо Баратаевка вошла в Сельдинскую волость.
В 1877 году в Баратаевке построена деревянная церковь во имя св. Николая Чудотворца.
В 1913 году село входило в состав Тетюшской волости, в которой находилось 160 дворов и жило 650 человек. Была церковь, школа, мельница братьев Строкиных и картофельно-тёрочный завод Строкиных.
В 1914 году началась Первая мировая война с которой не вернулись жители села.

### Советское время
В 1924 году Баратаевка вошла в состав Тетюшенской волости Ульяновского уезда Ульяновской губернии, в которой было 231 двор и жило в них 1153 человека. В селе была школа 1-й ступени.
С 1925 года село вошло в состав Кротовского сельского Совета народных депутатов.
При всеобщей Коллективизация в СССР по всей стране прошли массовые протесты жителей деревень. И в селе происходили массовые волнения, которые закончились арестами и выселками на спецпоселение в Чкаловскую область.
В 1930 году был организован колхоз имени 8-го Марта.
Многие жители села ушли добровольцами на фронт Великой Отечественной войны и не вернулись.
В 1969 году был создан совхоз «Баратаевский» Ульяновского треста пригородных совхозов с. Баратаевка Кротовского сельского Совета Ульяновского района Ульяновской области. В 1972 году совхоз «Баратаевский» переименован в совхоз им. А. Матросова, а 27.02.1973 года постановлением Совет Министров РСФСР утверждён.
В начале 1977 года на краю села возводится тепличный комбинат и уже весной первая овощная продукция начала поступать в магазины города Ульяновска. В марте 1977 года тепличный комбинат выделился в самостоятельную организацию — совхоз «Тепличный», ныне ОАО «Тепличное». В настоящее время ОАО «Тепличное» является ведущим предприятием России по выращиванию овощей в закрытом грунте. Также в теплицах круглый год выращиваются цветы (включая розы).
В настоящее время главной достопримечательностью является построенный ещё в 1960-х годах Баратаевка (аэропорт), расположившийся в трех километрах от села. Сначала он назывался аэропорт Центральный, а после реконструкции получил имя Н. М. Карамзина.
С 1972 по 1977 год центр Баратаевского исполкома сельского Совета депутатов трудящихся Ульяновского района Ульяновской области.
Ещё ближе к селу Баратаевка в 1983 году возведен Музей истории гражданской авиации, который является одним из крупнейших музеев России, посвященных авиации.
С 1988 года. решением Ульяновского облисполкома от 20 мая 1988 г. № 200 сельский Совет передан в административное подчинение Засвияжскому районному Совету народных депутатов г. Ульяновска.
Указом Президента РФ от 09.09.1993 г. № 1617 «О реформе органов власти и местного самоуправления» и распоряжением главы администрации Ульяновской области от 12.10.1993 г. № 1018-р Кротовский сельский Совет народных депутатов ликвидирован.
В 2004 году село Баратаевка вошла в городской округ Ульяновска.
В 2014 году было образовано территориальное общественное самоуправление (ТОС) «Баратаевка».

## Население
- В 1798 году было 133 крестьянских душ.
- В 1859 году деревне в 52 дворах жило 555 человек[4].
- На 1900 год в с-це Баратаевке (при рч. Сельде) в 110 дворах жило: 418 м и 417 ж.[6];
- В 1913 году в селе находилось 160 дворов и жило 650 человек[7].
- В 1924 году в Баратаевке было 231 двор и жило в них 1153 человека[9].

## Предприятия
- АО «Тепличное» Архивная копия от 12 сентября 2017 на Wayback Machine (бренд «Баратаевские овощи»).
- ООО «Симбирская литейная компания».
- ООО «Антарес» Архивная копия от 25 августа 2017 на Wayback Machine (производство пиломатериалов).
- Оптово-розничная компания «Симикс» Архивная копия от 25 августа 2017 на Wayback Machine (производство строительных смесей).
- Баратаевский завод по производству нестандартного оборудования[21].
- Баратаевское месторождение песка[22].

## Образовательные учреждения
- Детский сад «Сказка»
- Баратаевская средняя общеобразовательная школа Архивная копия от 3 сентября 2017 на Wayback Machine.

## Достопримечательности
- Памятник Герою Советского Союза Александру Матросову.
- В районе села находится курганная группа (предположительно, бронзовый век).[23]
- Вдоль трассы Ульяновск-Саранск сохранились остатки Симбирской засечной черты[23].
- Головной отраслевой музей истории гражданской авиации. По общему количеству экспонатов (около 9 тыс.) является крупнейшим в стране авиационным музеем.

## Транспорт
В 3 километрах от села расположен один из двух аэропортов города Ульяновска, международный Аэропорт «Ульяновск» имени Н. М. Карамзина.
Трасса Р178 «Саранск—Ульяновск» делит село пополам.
В село ходили маршрутные такси 12 и 91.
Теперь ходит автобус N°91
Также через него проходят (по трассе Р178) городские автобусы 13с (сезонный садоводческий маршрут) и 66 (см. Ульяновский автобус), пригородные автобусы 127 и 129. Из села отправляются маршрутные такси 36 (до пос. Лесная долина, входящего в городской округ «Ульяновск»)и 92 (до села Отрада городского округа «Ульяновск»).

## Известные жители
- Князь Баратаев Пётр Михайлович (1734 — 2 сентября 1789) — российский военный и государственный деятель. Наместник Симбирского наместничества в 1780—1789 годах.
- Князь Михаил Петрович Баратаев (1784—1856), российский государственный деятель грузинского происхождения, действительный статский советник, предводитель дворянства Симбирской губернии, видный масон. Нумизмат, первый исследователь нумизматики Грузии.
- Князь Сергей Михайлович Баратаев (1861—1930), депутат Государственной думы I созыва от Симбирской губернии.
- Герасимов Николай Семёнович — советский военный лётчик, отличившийся в гражданской войне в Испании, советско-финской войне и Великой Отечественной войне, Герой Советского Союза, жил в селе[24].